# أدريان كليفتون
أدريان لويس كليفتون (من مواليد 12 ديسمبر 1988) هو لاعب كرة قدم من مونتسيرات يلعب كمهاجم في داجنهام وريدبريدج .